# Xie Yue’e
Xie Yue’e (chiń. 谢月娥); – dziewiąty ambasador Chińskiej Republiki Ludowej w Phnom Penh (Kambodża). Pełnił tę funkcję w okresie od września 1993 do marca 1997 roku.